# Cypher (comics)
Pour les articles homonymes, voir Doug Ramsey.
Ne doit pas être confondu avec Cipher.
Douglas « Doug » Ramsey, alias Cypher est un super-héros évoluant dans l’univers Marvel de la maison d'édition Marvel Comics. Créé par le scénariste Chris Claremont et le dessinateur Sal Buscema, le personnage de fiction apparaît pour la première fois dans le comic book New Mutants (vol. 1) #13 en mars 1984.

## Biographie du personnage

### Origines et parcours
Douglas « Doug » Ramsey est un ami de la jeune mutante Kitty Pryde, elle aussi passionnée d’informatique. Sentant qu'il est un mutant en puissance, le Professeur Xavier ne le recrute pas tout de suite. C'est Emma Frost, la directrice de l'Académie du Massachusetts, qui fait le premier pas. Il est contraint de rester dans le domaine avant d'être libéré par les Nouveaux Mutants.
Il devient ensuite membre des jeunes mutants quand ils ont besoin de lui pour communiquer avec un extraterrestre fugitif, Warlock. Tous deux deviennent vite de grands amis, en partie à cause de la nature technologique de Warlock et des talents de communication de Doug. Le jeune homme reçoit un jour une partie de l'essence de Warlock, à la fois âme et énergie.
Il prend pour nom de code Cypher mais cache à ses parents sa nature de mutant. N'étant pas un élément tactique sur le terrain, il préfère rester le technicien du groupe, et élaborer les programmes de la salle des dangers. Il tombe amoureux de Kitty puis de Psylocke, mais cet amour ne porte pas ses fruits. Il commence alors une relation avec Félina, qui dura jusqu'à sa mort.

### Mort
En mission pour sauver les créatures créées par l'Ani-Mator (aux ordres de Cameron Hodge (en)), les Nouveaux Mutants voyagent jusqu'à son île. Sur le point d'être vaincu, l'homme pointe une arme sur Félina. Doug se jette sur la trajectoire de l'arme, mourant pour celle qu'il aimait.
Magnéto, alors leader des Nouveaux Mutants, explique à ses parents qu'il a été tué dans un accident de chasse. Warlock prend mal la mort de son ami et essaye même de le ré-animer en fusionnant avec son corps. Les nouveaux Mutants le retrouvent et réussissent à le convaincre de rendre la dépouille de Doug.

### Douglock
Des années plus tard, Warlock est tué par Cameron Hodge (en). Félina disperse ses cendres sur la tombe de Doug.
Quand des membres de la Phalanx (une sous-espèce guerrière des Technarchs, la race de Warlock) arrivent sur Terre, ils réaniment Warlock avec l'apparence et les souvenirs de Doug, comptant en faire un cheval de Troie pour infiltrer les X-Men. Après s'être libérée de la reprogrammation de la Phalanx, l'entité, appelée Douglock, rejoint l'équipe Excalibur.
Inconscient de sa véritable identité, Douglock pense être l'amalgame des deux personnes (car leurs pouvoirs leur permettaient de fusionner), et reprend sa relation avec Félina.
Quand Excalibur se sépare, la véritable personnalité de Warlock refait surface. Il conserve toutefois la mémoire de Doug.

### Necrosha
Le corps de Doug est retrouvé par la mutante Séléné puis reconstruit et réanimé par le virus Transmode du vampire Eli Bard.
Contrôlé par Séléné, Doug retrouve les anciens Nouveaux Mutants et tente de tuer Magma. Dans le combat, Karma prend le contrôle de ses équipiers et Doug est vaincu. Warlock arrive, inconscient de ce qui se passe, et se retrouve à défendre Cypher, puis à tenter de le déprogrammer. Mais, victime à son tour d'un virus cheval de Troie, Warlock est mis à terre et Cypher le décapite par surprise. L'extraterrestre s'auto-répare et est finalement guéri du virus par l'épée mystique de Magik.
À la fin du combat, les souvenirs et l'anti-virus encodés par Warlock quelques minutes auparavant réussissent finalement à réparer et guérir Doug de son conditionnement. Il rejoint ses anciens camarades.

### Second Coming
Lors du retour de Bastion allié à Cameron Hodge, Doug accepte de suivre X-Force dans un voyage vers le futur, pour stopper une invasion de Sentinelles.
Cable et Cypher infiltrent une installation du Master Mold. L'entité artificielle repère Cypher et essaye de l'assimiler, mais à cette ocassion baisse ses défenses de programmation. Cypher en profite pour désactiver toutes les Sentinelles Nimrod qui envahissaient Utopia. Fatigué par l'opération, Doug est évacué par Wolverine.

## Pouvoirs et capacités
Doug Ramsey est un mutant possédant un talent intuitif pour traduire les langages, écrits ou parlés, terrestres ou extraterrestres. Il ne lui faut que quelques heures pour totalement assimiler une langue, même morte.
Grâce à son pouvoir, il est devenu un mathématicien remarquable et un génie en informatique. Aucun code ne lui résiste longtemps, et il peut pirater tout système accessible.
- Cypher a développé ce talent pour lire aussi le langage corporel, lui donnant une sorte de lecture de l'esprit des personnes à qui il parle, à un niveau subconscient. Cela se traduit par une sorte de télépathie ou de clairvoyance.
- Depuis sa résurrection, il a particulièrement progressé et peut désormais affronter des ennemis au corps à corps en « prévoyant » leurs mouvements. Ses réflexes ne sont toutefois pas surhumains mais tout de même très rapides.
- Il peut aussi « lire » l'architecture et découvrir les points faibles des bâtiments.